# Kim Odelius
Kim Odelius (* 20. Juni 1985) ist ein schwedischer Fußballspieler. Der Abwehrspieler, der mehrfach für schwedische Nachwuchsnationalmannschaften auflief, schaffte mit IF Brommapojkarna zweimal den Aufstieg in die Allsvenskan.

## Werdegang
Odelius begann mit dem Fußballspielen bei Älta IF. 1999 wechselte er in die Jugendabteilung von IF Brommapojkarna. Dort empfahl er sich für die schwedische Schülerauswahl, in der er 2000 zu seinem Debüt kam. Nach einem Jahr Pause kehrte er 2002 in die Jugendauswahl zurück und konnte sich in der schwedischen U-17-Auswahl etablieren.
2003 debütierte Odelius für IF Brommapojkarna in der Superettan. In den ersten beiden Jahren, in denen er der Männermannschaft des Stockholmer Klubs angehörte, kam er unregelmäßig zum Einsatz. In der Zweitligaspielzeit 2005 etablierte er sich in der Stammformation und kam in 25 der 30 Saisonspiele zum Einsatz. In der folgenden Spielzeit kam er nur noch in 17 Spielen zum Einsatz, in denen er zum Erreichen des dritten Tabellenranges beitrug, der zur Relegation berechtigte. Nach zwei Siegen über BK Häcken konnte er mit der Mannschaft den erstmaligen Aufstieg ins schwedische Oberhaus feiern.
Nach dem direkten Wiederabstieg schaffte Odelius die Rückkehr in die Stammformation des Klubs. Erneut erreichte er mit IF Brommapojkarna den Relegationsplatz, dieses Mal wurde Ljungskile SK besiegt. Auch in der Allsvenskan gehörte er anfangs zum Stammpersonal, ehe er am vierten Spieltag bei der 2:3-Niederlage im Lokalderby gegen AIK von Schiedsrichter Martin Hansson nach einem Tackling gegen Martin Kayongo-Mutumba mit einer roten Karte des Feldes verwiesen wurde. Dennoch verhalf er als Stammspieler dem Klub zum Erreichen des zwölften Platz am Ende der Spielzeit 2009, womit erstmals in der Vereinsgeschichte der Klassenerhalt in der schwedischen Eliteserie gelang. Verletzungsbedingt musste er in der folgenden Spielzeit zeitweise pausieren und verpasste mit der Mannschaft als Tabellenletzter den Verbleib in der Allsvenskan.
Mitte Januar 2011 wechselte Odelius zum Aufsteiger Akropolis IF in die drittklassige Division 1, bei dem er einen bis zum Saisonende gültigen Kontrakt unterzeichnete.